# Kim Deok-hyeon
Kim Deok-hyeon (* 8. Dezember 1985) ist ein südkoreanischer Weit- und Dreispringer.

## Sportliche Laufbahn
Erste internationale Erfahrungen sammelte Kim Deok-hyeon bei den Juniorenweltmeisterschaften 2004 in Grossetto, bei denen er sowohl im Weit- als auch im Dreisprung in der Qualifikation ausschied. Im Jahr darauf gewann er mit 16,78 m die Bronzemedaille im Dreisprung bei den Asienmeisterschaften im heimischen Incheon und siegte mit 16,79 m auch bei den Ostasienspielen in Macau. 2006 nahm er an den Hallenweltmeisterschaften in Moskau teil und schied dort mit 15,99 m in der Qualifikation aus. Im Dezember erfolgte die erste Teilnahme an den Asienspielen in Doha, bei denen er mit 16,87 m ebenfalls die Bronzemedaille hinter dem Chinesen Li Yanxi und Roman Walijew aus Kasachstan gewann. 2007 gewann er Silber mit 17,00 m bei den Asienmeisterschaften in Amman hinter dem Inder Renjith Maheswary. Anschließend siegte er bei der Sommer-Universiade in Bangkok mit 17,02 m und qualifizierte sich für die Weltmeisterschaften in Osaka, bei denen er mit 16,71 m im Finale Rang neun belegte. 2008 nahm er erstmals an den Olympischen Spielen in Peking teil und schied dort mit 16,88 m in der Qualifikation aus.
2009 siegte er bei den Studentenweltspielen in Belgrad erneut. Diesmal reichten im Weitsprung windunterstützte 8,41 m für Gold, während er im Dreisprung mit 16,75 m auf Rang fünf gelangte. Damit qualifizierte er sich in beiden Disziplinen für die Weltmeisterschaften in Berlin, bei denen er sich aber jeweils nicht für das Finale qualifizieren konnte. Im November beschloss er das Jahr mit Rang vier im Weitsprung mit 7,93 m bei den Asienmeisterschaften in Guangzhou. Im Jahr darauf siegte er bei den Asienspielen ebendort mit 8,11 m im Weitsprung und wurde im Dreisprung mit 16,56 m Fünfter. 2011 qualifizierte er sich erneut in beiden Disziplinen für die Weltmeisterschaften in Daegu, bei denen er sich im Weitsprung mit 8,02 m für das Finale qualifizierte, dort aber nicht mehr antrat. Im Dreisprung erfolgte das Aus in der Qualifikation ohne einen gültigen Versuch. Bei den Olympischen Spielen in London trat er im Dreisprung an, schied dort aber erneut mit 16,22 m in der Qualifikation aus. 
Bei seinen dritten Asienspielen 2014 in Incheon gewann er mit 7,90 m die Silbermedaille im Weitsprung hinter dem Chinesen Li Jinzhe sowie Bronze im Dreisprung mit 16,93 m. 2015 nahm er an den Asienmeisterschaften in Wuhan teil und siegte überraschend mit 16,86 m im Dreisprung. Damit erhielt er ein Freilos für die Weltmeisterschaften in Peking, bei denen er mit 16,72 m in der Qualifikation ausschied. 2016 qualifizierte er sich erneut in zwei Disziplinen für die Olympischen Spiele in Rio de Janeiro, bei denen er jeweils in der Qualifikation ausschied. Im Jahr darauf nahm er im Weitsprung an den Weltmeisterschaften in London teil und schied mit 7,85 m in der Qualifikation aus. 2018 nahm er bereits zum vierten Mal an den Asienspielen in Jakarta teil und belegte mit 7,65 m Rang acht. 
Von 2005 bis 2007 und 2010 wurde Kim Südkoreanischer Meister im Dreisprung sowie 2013, 2015 und 2016 sowie 2018 im Weitsprung.

## Persönliche Bestleistungen
- Weitsprung: 8,22 m (+0,4 m/s), 10. Juni 2016 in Ried im Innkreis (Südkoreanischer Rekord)
- Dreisprung: 17,07 m (0,0 m/s), 22. Oktober 2006 in Kimchun (Südkoreanischer Rekord)
  - Dreisprung (Halle): 15,99 m, 11. März 2006 in Moskau (Südkoreanischer Rekord)